# Andries Noppert
Andries Noppert (Heerenveen, 7 de abril de 1994) é um futebolista holandês que atua como goleiro. Atualmente defende o Heerenveen.

## Carreira

### NAC Breda
Formado nas categorias de base do  Heerenveen, Noppert fez sua estreia profissional pelo NAC Breda em 2014. Em 12 de agosto de 2017 ele fez sua estreia na Eredivisie na derrota por 4 a 1 para o Vitesse.[carece de fontes?]

### Foggia
Em janeiro de 2018, foi contratado pelo clube italiano Foggia. Após ter viajado de carro dos Países Baixos para Itália, seu carro foi roubado pela Máfia Foggiana. Ele fez sua estreia pelo time da Apúlia no dia 28 de abril, na derrota por 3 a 1 para o Cittadella. Três meses depois, o guarda-redes do Rossoneri parou um penalti no jogo contra o Capri, que terminou em 2 a 0 para o Foggia. Ao longo de uma temporada e meia, ele jogou 8 partidas na Série B. Durante sua estadia na Itália, Noppert recebeu a apelido de Il Grattacielo ("O Arranha-céu" em italiano) da mídia do país devido à sua longa altura.

### Dordrecht
Em 12 de setembro de 2019, ele assinou com o Dordrecht.

### Go Ahead Eagles
Em janeiro de 2021, ele assinou com o Go Ahead Eagles até o final da temporada.

### Heerenveen
Voltou ao Heerenveen em 16 de maio de 2022, assinando um contrato de dois anos.

## Carreira internacional
Foi convocado para a seleção holandesa em setembro de 2022. Em novembro do mesmo ano, ele foi incluído na seleção de 26 jogadores do país para a Copa do Mundo FIFA de 2022 no Catar, fez sua estreia na partida de abertura de seu país no torneio contra o Senegal, que terminou em 2 a 0 para a Oranje. Noppert é o jogador mais alto a já ter jogado uma Copa do Mundo, anteriormente o jogador mais alto era Jan Koller da República Tcheca na Copa do Mundo de 2006.[carece de fontes?]